# Ámbar dominicano

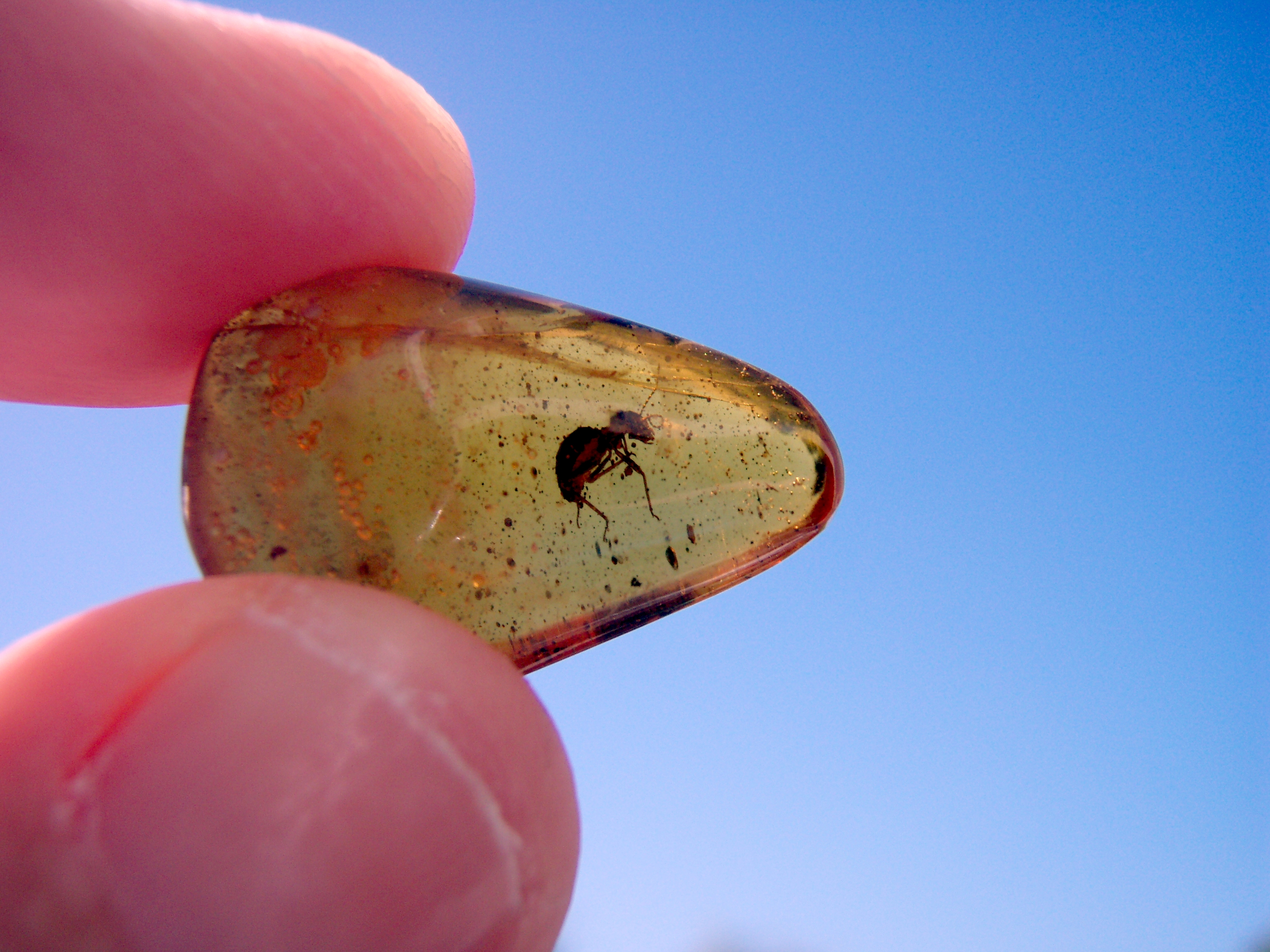
Termita obrera en ámbar dominicano

El ámbar dominicano es ámbar de la República Dominicana. La resina del árbol extinto Hymenaea protera es la fuente del ámbar dominicano y probablemente de la mayoría de los ámbares hallados en los trópicos.
El ámbar dominicano se diferencia del ámbar báltico por ser más transparente, y por tener un mayor número de restos fósiles. Ha permitido hacer una detallada reconstrucción de bosques tropicales desaparecidos.

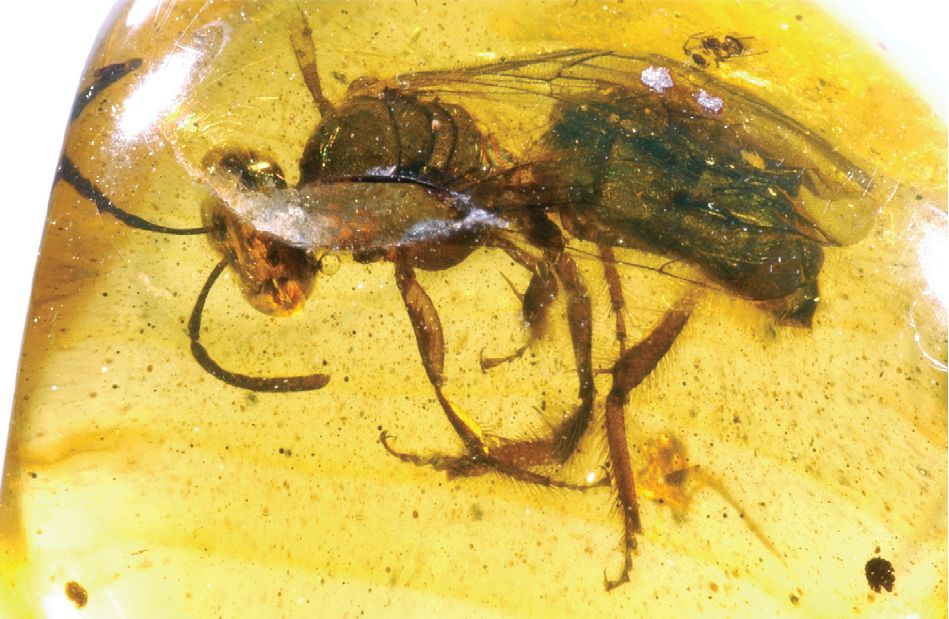
Oligochlora semirugosa en ámbar dominicano del Mioceno

## Edad
Un estudio en 1990 arrojó una antigüedad de entre 25 y 15 millones de años para estos elementos. según Poinar, este tipo de ámbar data del Oligoceno al Mioceno. La más antigua de estas muestras viene de la región montañosa al norte de Santiago. La Cumbre, La Toca, Palo Quemado, La Bucara,  Los Cacaos son minas en la Cordillera Septentrional no lejos de Santiago. También hay  ámbar en el sureste del área de Bayaguana/Sabana de la Mar.

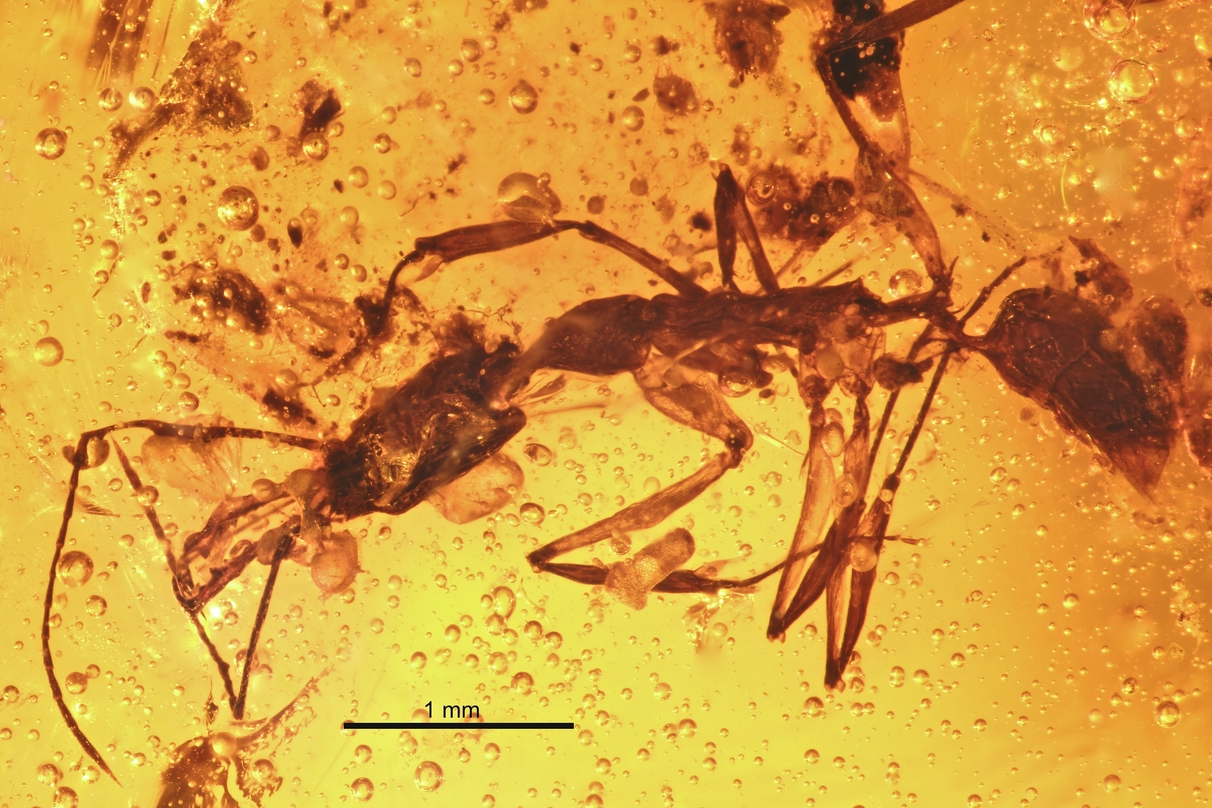
Anochetus intermedius, hormiga

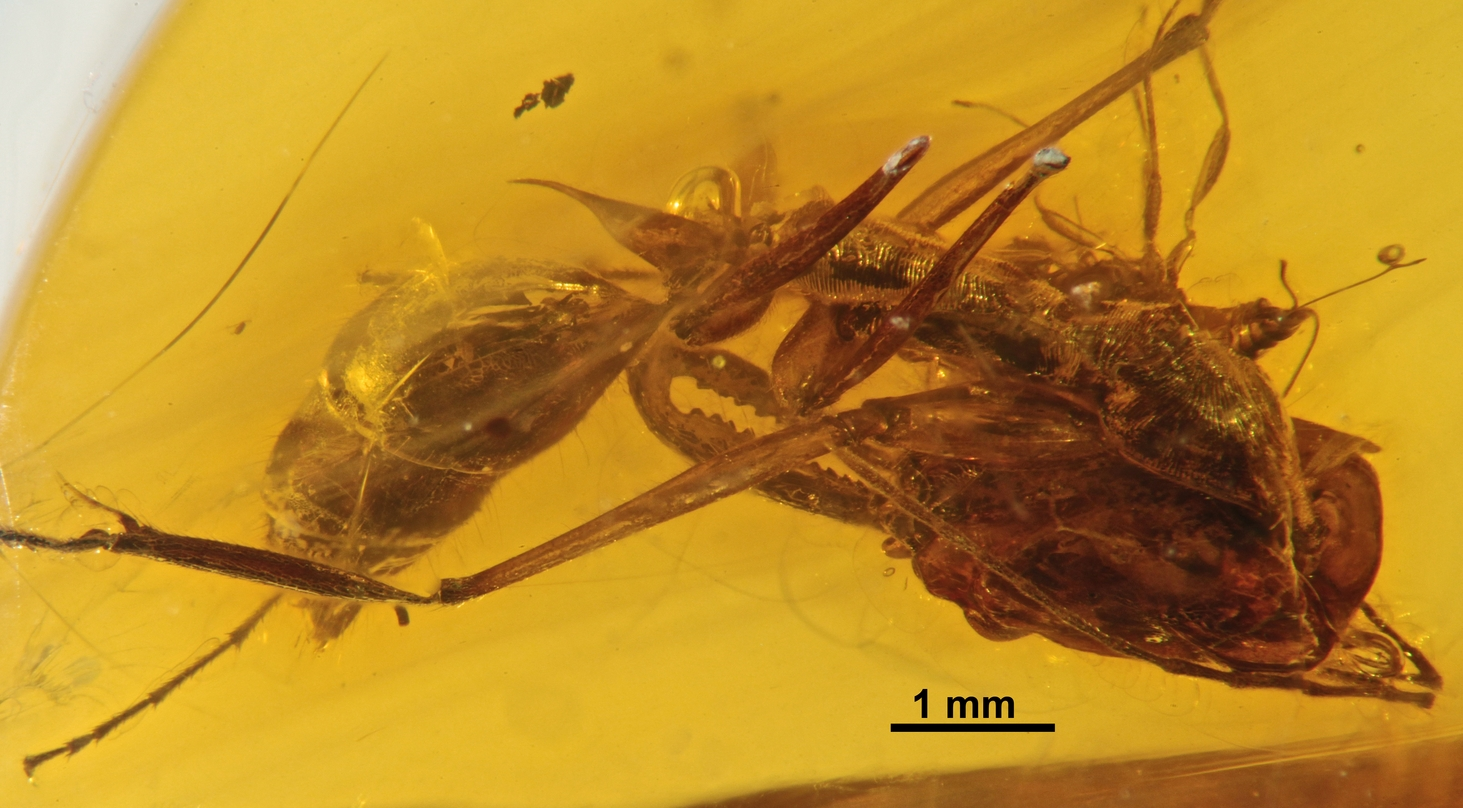
Odontomachus spinifer

### Flora
- Hymenaea protera
- Palaeoraphe
- Roystonea palaea

### Fauna
- Acanthostichus hispaniolicus[4]
- Anelaphus velteni
- Anochetus ambiguus[5]
- Anochetus brevidentatus[6]
- Anochetus conisquamis[5]
- Anochetus corayi[7]
- Anochetus dubius[5]
- Anochetus exstinctus[5]
- Anochetus intermedius[5]
- Anochetus lucidus[5]
- Apterostigma electropilosum[8]
- Apterostigma eowilsoni[8]
- Araneagryllus
- Augochlora leptoloba
- Azteca alpha[9]
- Azteca eumeces[9]
- Dicromantispa electromexicana[10]
- Dicromantispa moronei[10]
- Eickwortapis
- Electromyrmococcus[11]
- Elaphidion inclusum
- Elaphidion tocanum
- Formicodiplogaster myrmenema[12]
- Ischnocolinopsis
- Leptofoenus pittfieldae
- Lutzomyia adiketis[13]
- Neocorynura electra
- Nesagapostemon
- Odontomachus pseudobauri[5]
- Odontomachus spinifer[5]
- Oligochlora
- Palaeoplethodon
- Paleoleishmania neotropicum[13]
- Plectromerus grimaldii
- Plectromerus tertiarius
- Pterolophosoma otiliae
- Sphaerodactylus dommeli[14]
- Stizocera evanescens
- Syndesus ambericus[15]
- Tainosia[16]
- Termitaradus mitnicki
- Triatoma dominicana
- Trypanosoma antiquus

## Variaciones
El ámbar que se encuentra en la República Dominicana es considerado el más valioso del mundo, por ser el más transparente, por su abundancia de insectos fósiles y por su color, que además del amarillo, que es el más común,  puede encontrarse en rojo intenso y colores tan inusuales como en gris, negro y azul.
El Museo del Ámbar Dominicano, en Puerto Plata, así como el Museo del Ámbar Mundial en Santo Domingo tienen colecciones de muestras de ámbar.